# Фукуи (град)
Фукуи (на японски: 福井市, по английската Система на Хепбърн Fukui-shi, Фукуи-ши) е град в Япония, разположен на остров Хоншу в региона Хокурику, (субрегион на регион Чубу). Градът е столица на префектура Фукуи. Към 1 октомври 2006 г., градът има население от 271 417 жители и средна гъстота от 506.21 души на кв. км. Общата му площ е 536.17 кв. км.
Градът е основан под сегашното си име на 1 април 1889 г., но преди това в продължение поне на хилядолетие е изпълнявал ролята на важно средище в региона и дори на столица през Едо периода (1603-1868).
Фукуи е разрушен по време на бомбардировка през Втората световна война (1945), както при голямо земетресение през 1948 г.

## Известни места
- Замъка Фукуи